# منتخب البرتغال لكأس فيد
منتخب البرتغال لكأس فيد (بالبرتغالية: Equipa Portuguesa da Taça Fed‏) هو ممثل البرتغال الرسمي في كرة المضرب في كأس فيد.